# Álgebra linear numérica
Álgebra linear numérica é uma área na interseção da matemática e da computação que trata do estudo de algoritmos numéricos para a resolução de problemas em álgebra linear. Por tratar de forma prática questões de base envolvendo matrizes e vetores, como a resolução de sistemas de equações lineares e o cálculo de autovalores e autovetores, as técnicas estudadas em álgebra linear numérica encontram aplicações em quase todos os ramos da ciência e engenharia, tanto de maneira teórica quanto prática, através de programas de computador. Alguns exemplos de áreas de aplicações são a Computação gráfica, Inteligência artificial, Análise estrutural, Processamento de sinais, Bioinformática, Robótica, Finanças, e Mecânica dos Fluidos. Todas essas áreas contam com problemas que podem ser descritos e resolvidos em termos de matrizes e vetores, seja pela sua própria modelagem matemática, como pela discretização de equações diferenciais ordinárias e parciais.
Os problemas mais comuns em álgebra linear numérica incluem calcular o seguinte: Decomposição LU, Decomposição QR, Decomposição em Valores Singulares e Valor próprio.